# Carl Löwenhielm
Pour l’article homonyme, voir Augusta Löwenhielm.
Le comte Carl Axel Löwenhielm, né en 1772 et mort en 1861, est un diplomate et homme politique suédois.

## Biographie
Carl Löwenhielm est le fils naturel de Charles XIII de Suède alors qu'il était duc de Sudermanie et de la comtesse Löwenhielm, dame d'honneur de la reine de Suède.
Le comte Löwenhielm est envoyé au Congrès de Vienne en 1815, représenter les intérêts de la Suède, concernant la Finlande (qu'elle perd au profit de la Russie), la Norvège (qu'elle gagne au détriment du Danemark) et la Poméranie suédoise (qu'elle perd au profit de la Prusse). Il est membre du cabinet royal de 1822 à 1829.
Il est intendant du château de Drottningholm et du château de Svartsjö à partir de 1857.